# The Battle (Allen/Lande)
The Battle è il primo album in studio del progetto Allen/Lande, una collaborazione tra il cantante dei Symphony X, Russell Allen e Jørn Lande (ex-Masterplan). Registrato per la Frontiers Records e uscito nel 2005, l'album è stato scritto dal polistrumentista Magnus Karlsson.

## Tracce
1. Another Battle – 5:19
2. Hunter's Night – 5:38
3. Wish for a Miracle – 4:40
4. Reach a Little Longer – 5:26
5. Come Alive – 4:52
6. Truth About Our Time – 4:47
7. My Own Way Home – 4:46
8. Ask You Anyway – 5:10
9. Silent Rage – 4:24
10. Where Have the Angels Gone – 4:44
11. Universe of Light – 5:23
12. The Forgotten Ones – 5:24
13. Reach a Little Longer (acoustic, Japanese bonus track) – 4:41

## Formazione
- Russell Allen - voce
- Jørn Lande - voce
- Magnus Karlsson - chitarra, basso, tastiere
- Jaime Salazar - batteria, percussioni